# Aéroport de Ieïsk
La  aéroport de Ieïsk est un aéroport civile et une base militaire située près de la ville de Ieïsk, dans le kraï de Krasnodar, sur la mer d'Azov.

## Histoire
C'est la base du  959e régiment de Bombardiers qui fait partie de la 4e armée de l'air et des forces de défense aérienne de Russie. Elle est ensuite le cadre du groupe d'aviation de l'Institut supérieur d'aviation militaire d'Ieisk sur Aero L-39 Albatros.
| - Un Il-38 sur la base. - et un Mig-29. |

### Aéroport
Il existe la ligne vers Aéroport de Moscou-Cheremetievo desservi par la compagnie Smartavia.

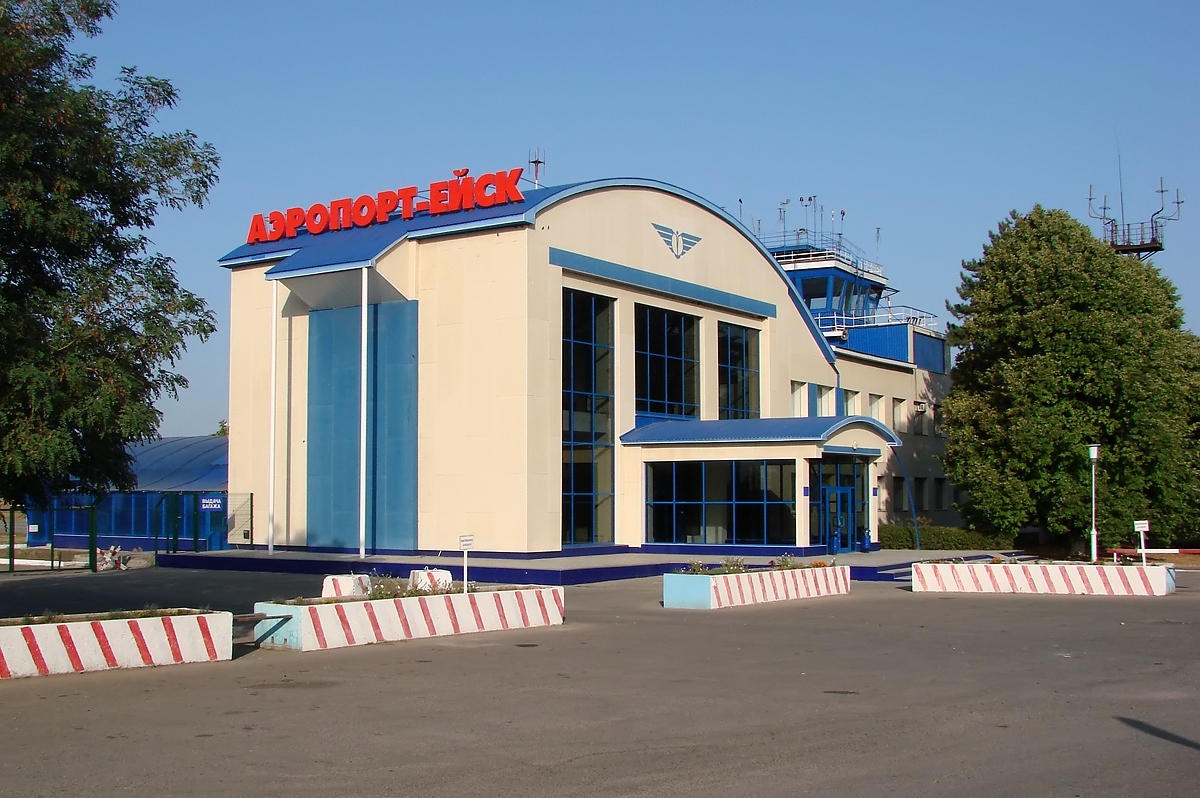
Bâtiments.